# Фирстово (Московская область)
Фирстово — деревня в муниципальном округе Егорьевск Московской области России.

## География
Деревня Фирстово расположена в северо-западной части муниципального округа Егорьевск, примерно в 4 километрах к северо-востоку от города Егорьевск. В 1 километре к западу от деревни протекает река Ватаженка. Высота над уровнем моря 144 метра.

## История
До отмены крепостного права жители деревни относились к разряду государственных крестьян.
После 1861 года деревня вошла в состав Нечаевской волости Егорьевского уезда. Приход находился в городе Егорьевске.
В 1926 году деревня входила в Заболотьевский сельсовет Егорьевской волости Егорьевского уезда.
До 1994 года Фирстово входило в состав Селиваниховского сельсовета Егорьевского района, а в 1994—2006 годы — Селиваниховского сельского округа.
Входит в состав городского поселения Егорьевск.

## Демография
В 1885 году в деревне проживало 64 человека, в 1905 году — 80 человек (36 мужчин, 34 женщины), в 1926 году — 68 человек (34 мужчины, 34 женщины). По переписи 2002 года — 4 человека (2 мужчины, 2 женщины). Население — 8 человек (2010).
| 1859 | 1868 | 1885 | 1905 | 1926 | 2002 | 2006 |
| ---- | ---- | ---- | ---- | ---- | ---- | ---- |
| 43   | →43  | ↗64  | ↗80  | ↘68  | ↘4   | ↘3   |
| 2010 |      |      |      |      |      |      |
| ↗8   |      |      |      |      |      |      |